# 纳夫普利翁
纳夫普利翁（希臘語：Ναύπλιο），又译为纳夫普利奥（Ναύπλιο），是希腊伯罗奔尼撒大区阿尔戈利斯专区的市镇及该专区的首府。市镇面积为390.2平方公里，2021年人口数量为32,625人。
1829至1834年间该市为现代希腊的第一个首都。
现今的市镇设立于2011年的地方政府改革中，有原4个市镇合并而成，原市镇则称为新市镇的4个市区。纳夫普利翁市区（即原纳夫普利翁市镇）的面积为33.619平方公里，2021年人口数量为19,375人。

## 名字
该地的名字在希腊语和英语里有各种拼法。在现代希腊语里其拼法为，对应的中文译名为“纳夫普利奥”。中世纪时拜占庭希腊语名字也有各种拼法，其中之一为，对应的中文译名为“纳夫普利翁”。而在之前的古典时期，该地的名字在阿提卡希臘語中为，对应的中文译名为“纳夫普利亚”。

## 地理
纳夫普利翁位于伯罗奔尼撒半岛东北部，阿尔戈利斯湾北端。旧城的大部分位于海湾内的一个小半岛上，这个半岛本身构成了一个天然的保障，又加上人工的堡垒。最初几乎被沼泽隔开，20世纪70年代以来，经过填埋，城市的土地面积增加了近一倍。

## 历史
纳夫普利翁附近地区在古代就有人居住，但是很少有遗迹留下。该城历史上曾数次成为要塞，埃及阿蒙霍特普三世的墓志铭中称之为'Nuplija'.。

### 拜占庭/威尼斯时期

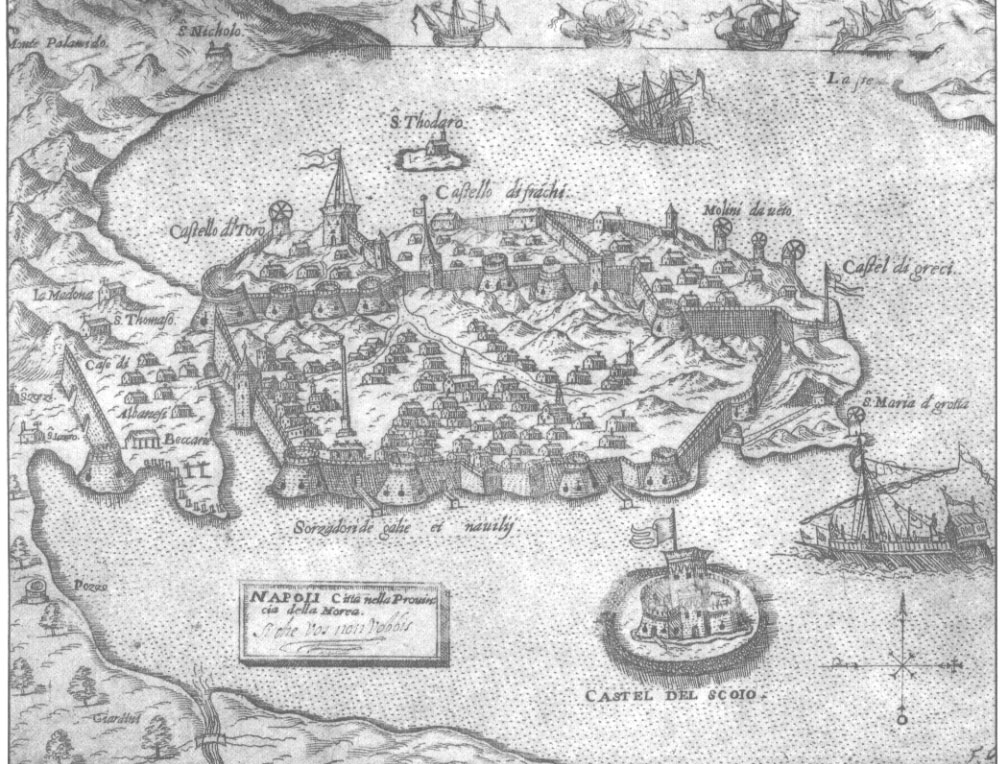
16世纪中叶的纳夫普利翁

自从前古典时期，这里就建起了城墙。后来，拜占庭人，法兰克人，威尼斯人，土耳其人加强了防御工事。1212年，法国十字军的亚该亚公国征服了纳夫普利翁，1388年又将其出售给威尼斯共和国。在后来的150年间，下城得到了扩展和加固，增加了新的防御工事。1540年，该城向奥斯曼帝国投降。奥斯曼帝国将其改名为伯罗奔尼撒新城（Mora Yenişehri）。1685年，威尼斯人夺回纳夫普利翁，并在旧城北面的山上建造了派勒密地城堡。事实上这是威尼斯在海外最后一个重要工程。不过，由于只有80名士兵负责保卫城市，1715年，鄂圖曼帝國轻易地将其夺回。
在希腊独立战争期间，它扮演了重要角色。

### 希腊独立战争

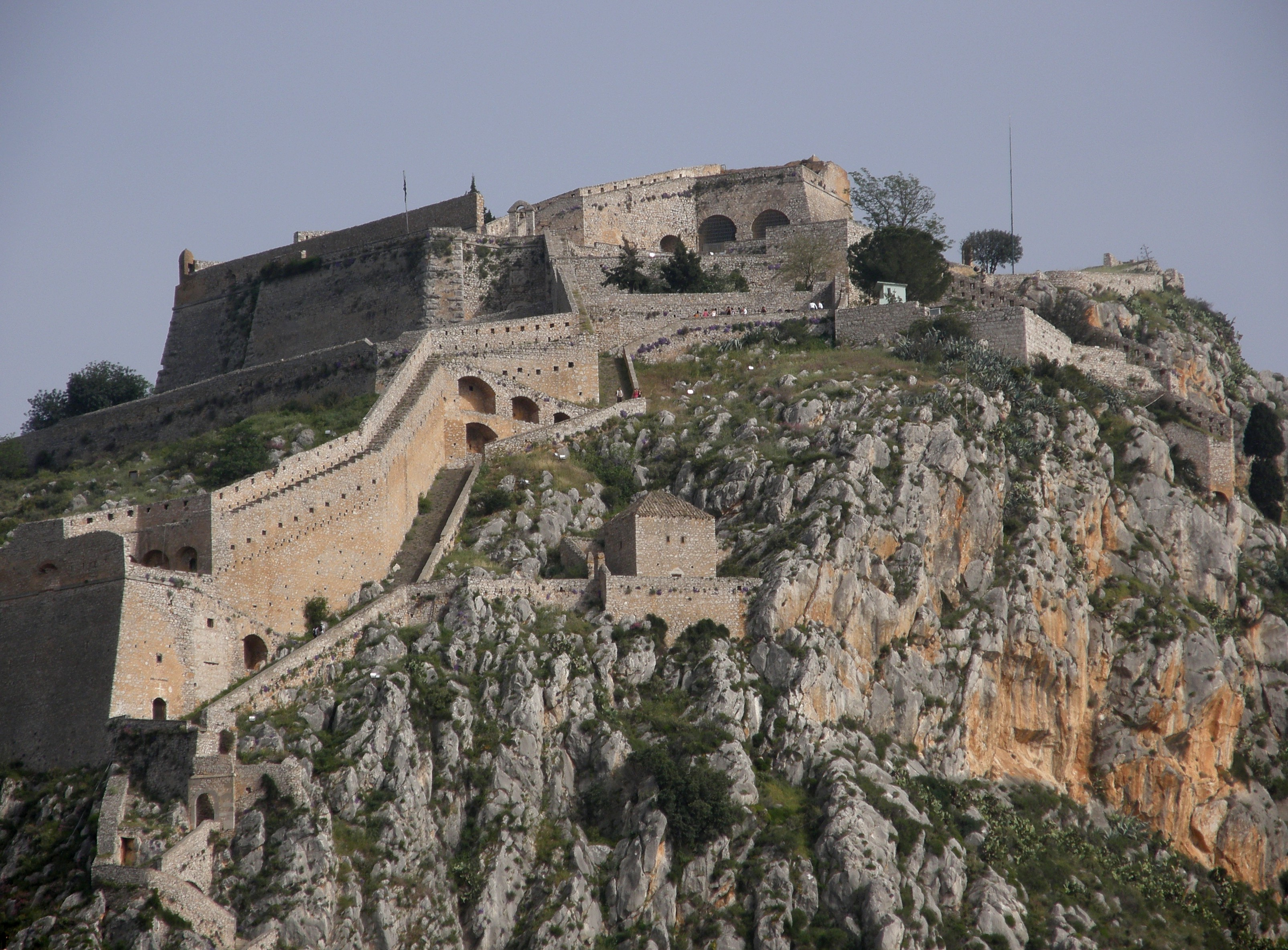
派勒密地城堡

在希腊独立战争期间，纳夫普利翁是奥斯曼帝国的一个主要据点，被希腊军队包围了一年时间，最后因为饥饿而投降。由于其坚固的防御工事，它成为希腊临时政府所在地。1828年1月7日，希腊第一共和国的元首爱奥尼斯·卡波季斯第亚斯进入纳夫普利翁，首次在希腊大陆立足。1829年，纳夫普利翁成为希腊的正式首都。1831年10月9日，卡波季斯第亚斯在纳夫普利翁的圣斯彼利当 教堂台阶上被地方军阀暗杀，此后出现一段混乱时期，直到国王奥托到来，建立新的希腊王国。纳夫普利翁仍然作为希腊首都，直到 1834年迁都雅典。 

### 现代

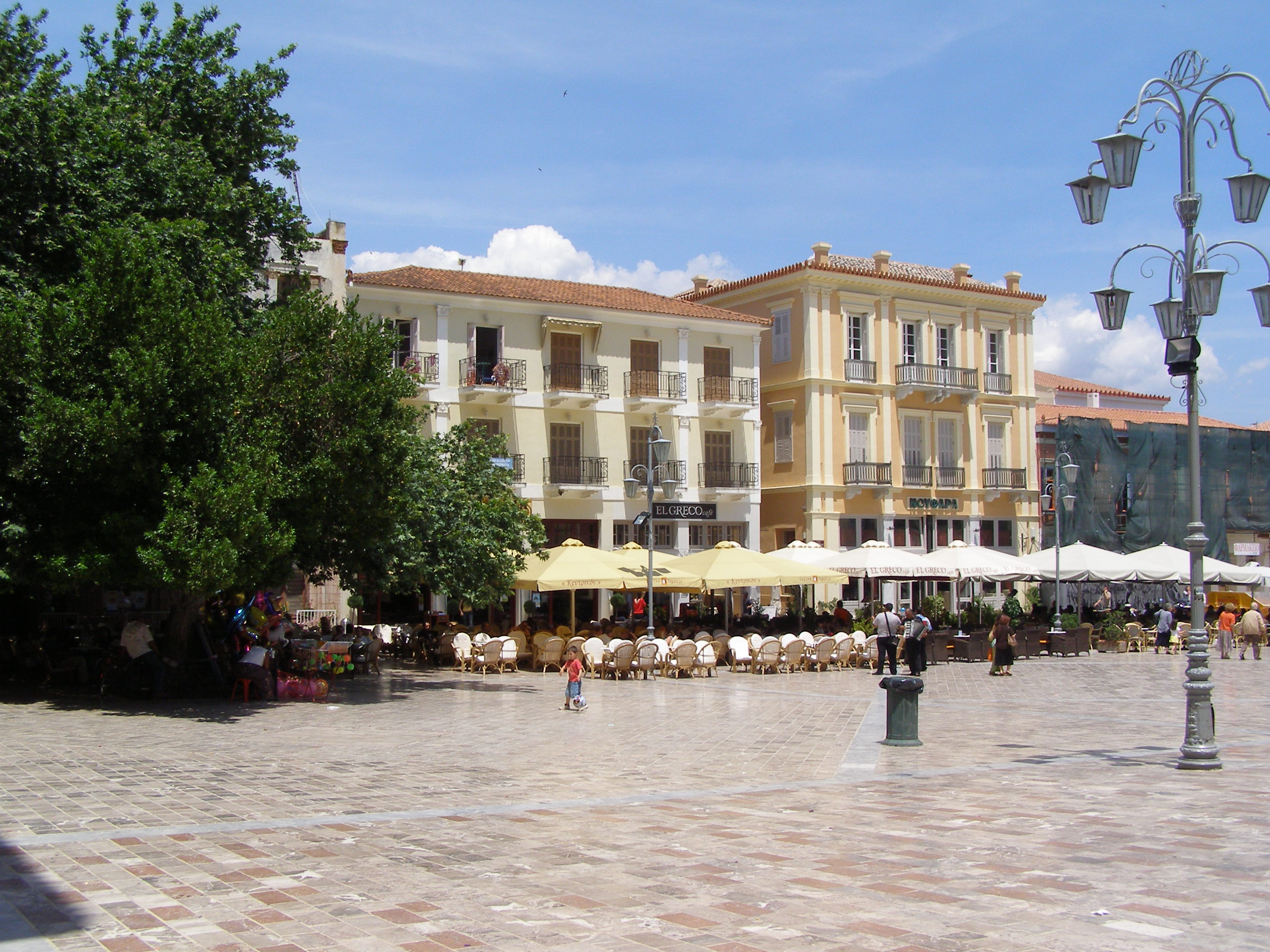
宪法广场

20世纪60年代，纳夫普利翁的旅游业缓慢兴起，但是不及希腊其他地区。然而，它特别吸引来自德国和斯堪的纳维亚国家的游客。纳夫普利翁拥有阳光灿烂的天气和温和的气候，即使是按照希腊的标准，因此也成为雅典人在冬季周末的休闲目的地。 
纳夫普利翁是一个港口，依靠捕鱼和运输，虽然旅游已经成为当地就业部门。在半岛的另一侧有两个海滩。来往雅典的巴士颇为频繁。

## 人口数据
| 年份 | 同名社区 | 同名市区 | 同名市镇 |
| ---- | -------- | -------- | -------- |
| 1991 | 10,611   | -        | -        |
| 1991 | 10,897   | 14,704   | -        |
| 2001 | 13,802   | 16,885   | -        |
| 2011 | 14,200   | 18,910   | 33,356   |
| 2021 | 14,532   | 19,375   | 32,625   |

## 教育
2003年，伯罗奔尼撒大学成立了美术学院。2007年，又成立了戏剧系。
希腊国家银行大厦有可能是世界上唯一的迈锡尼复兴风格建筑。

## 姐妹城市
- 俄罗斯 喀琅施塔得
- 格鲁吉亚 波蒂
- 法國 鲁瓦扬
- 法國 芒通